# Amisha Patel
Amisha Patel, nota anche come Ameesha Patel (Mumbai, 9 giugno 1976), è un'attrice indiana.
La madre, Asha Patel, è anch'essa un'attrice, ha ricoperto ruoli minori in alcuni film. Anche suo fratello, Ashmit Patel è un attore.
Amisha ha fatto il suo debutto al cinema nel film di Rakesh Roshan Kaho Naa... Pyaar Hai, nel 2000.
In seguito ha recitato in varie pellicole, tra le quali Gadar: Ek Prem Katha e Bhool Bhulaiyaa.
Ha fatto da guest star in film quali Shart: The Challenge, Heyy Babyy e Om Shanti Om.

## Filmografia
- Kaho Naa... Pyaar Hai, regia di Rakesh Roshan (2000)
- Badri, regia di Puri Jagannadh (2000)
- Gadar: Ek Prem Katha, regia di Anil Sharma (2001)
- Yeh Zindagi Ka Safar, regia di Tanuja Chandra (2001)
- Kranti, regia di Naresh Malhotra (2002)
- Kya Yehi Pyaar Hai, regia di K. Muralimohana Rao (2002)
- Aap Mujhe Achche Lagne Lage, regia di Vikram Bhatt (2002)
- Yeh Hai Jalwa, regia di David Dhawan (2002)
- Humraaz, regia di Abbas-Mustan (2002)
- Pudhiya Geethai, regia di K.P. Jagan (2003)
- Parwana, regia di Deepak Bahry (2003)
- Suno Sasurjee, regia di Vimal Kumar (2004)
- Vaada, regia di Satish Kaushik (2004)
- Naani, regia di S.J. Suryah (2004)
- Elaan, regia di Vikram Bhatt (2005)
- Zameer, regia di Kamal (2005)
- Narasimhudu, regia di Gopal B. (2005)
- The Rising (Mangal Pandey: The Rising), regia di Ketan Mehta (2005)
- Mere Jeevan Saathi, regia di Suneel Darshan (2006)
- Quando torna l'amore (Humko Tumse Pyaar Hai), regia di Raj Kanwar (2006)
- Teesri Aankh: The Hidden Camera, regia di Harry Baweja (2006)
- Tathastu, regia di Anubhav Sinha (2006)
- Ankahee, regia di Vikram Bhatt (2006)
- Un fidanzato in affitto (Aap Ki Khatir), regia di Dharmesh Darshan (2006)
- Honeymoon Travels Pvt. Ltd., regia di Reema Kagti (2007)
- Heyy Babyy, regia di Sajid Khan (2007)
- Bhool Bhulaiyaa, regia di Priyadarshan (2007)
- Un pizzico d'amore e di magia (Thoda Pyaar Thoda Magic), regia di Kunal Kohli (2008)
- Parama Veera Chakra, regia di Dasari Narayana Rao (2011)
- Chatur Singh Two Star, regia di Ajay Chandhok (2011)
- Race 2, regia di Abbas-Mustan (2013)
- Shortcut Romeo, regia di Susi Ganesan (2013)
- Aakatayi, regia di Rom Bhimana (2017)
- Bhaiaji Superhit, regia di Neeraj Pathak (2018)
- Fauji Band, regia di Nav Bajwa (2021)
- Desi Magic, regia di Mehul Atha (2021)
- Gadar 2, regia di Anil Sharma (2023)
- Mystery of the Tattoo, regia di Kalaiarasi Sathappan (2023)
- Tauba Tera Jalwa, regia di Akashaditya Lama (2024)